# Jan Przypkowski (starszy)
Jan Przypkowski z Górnych Przytkowic herbu Radwan (ur. ok. 1520, zm. ok. 1606) – działacz braci polskich. Był jedynym synem Mikołaja (zm. 1557) i Katarzyny z Gierałtowskich.

## Życiorys
Prawdopodobnie studiował na Uniwersytecie Krakowskim; w metryce studentów uniwersytetu w roku 1533 znajduje się wpis Johannes Nicolai de Przybyslawyce, który może dotyczyć Przypkowskiego. W każdym razie był wykształcony i znał łacinę. W latach 1543–1544 roznosił po ziemi krakowskiej pozwy królewskie, co było dla młodych szlachciców wstępem do działalności publicznej. W 1563 uczestniczył w wyprawie Jana Baptysty Tęczyńskiego do Szwecji, po rękę królewny szwedzkiej – Cecylii Wazówny. W drodze do Sztokholmu został uwięziony wraz z Tęczyńskim i innymi członkami wyprawy (m.in. z Erazmem Otwinowskim), a Boże Narodzenie spędził w kopenhaskim więzieniu. Po uwolnieniu wrócił do kraju i osiadł w swoich dobrach. 25 czerwca 1590 był na zjeździe w Proszowicach, na którym poparto kandydaturę Zygmunta Wazy na króla Polski.
Po śmierci ojca w 1557, już jako dziedzic Polanki i Tarnawy, objął po rodzicielu wsie: Przytkowice Górne, Mikołajowice oraz część Starej Wsi. Około 1585 nabył Gnojnik, który z czasem stał się główną siedzibą Przypkowskich.
Często procesował się Przypkowski z duchowieństwem o granicę i dziesięciny, których nie oddawał kościołowi. Trudno natomiast ustalić kiedy zaangażował się w ruch reformacyjny. Zapewne na początku stał się wyznawcą kalwinizmu, a następnie arianizmu. Z tym ostatnim wyznaniem musiał związać się ok. 1570, gdyż 2 sierpnia 1572 w urzędzie starostwa krakowskiego, uwolnił swoich poddanych z odrabiania pańszczyzny, uznając chłopów za: stworzenie tego samego Stwórcy, co wyraźnie nawiązuje do poglądów braci polskich.
Był dwukrotnie żonaty; pierwsza żona Katarzyna Lubomirska zmarła w 1566, druga – Katarzyna Samborzecka, była córką Mikołaja, wojskiego lubelskiego.
Przypkowski zmarł prawdopodobnie przed 7 marca 1606.